# Kokand
Kokand (también escrito como Khokand, Khokend, Kokan o Khoqand; del uzbeko Qo‘qon / Қўқон) es una ciudad de la provincia de Ferganá en el occidente de Uzbekistán, en el límite suroriental del valle de Ferganá. Tiene una población de
252 731 habitantes (2022). Se encuentra a 228 km al sudeste de Taskent, a 115 km al oeste de Andiján, y a 88 km al occidente de Ferganá. Se le conoce como la “Ciudad de los vientos”, o “Población del jabalí". Se encuentra a 40°31′43″N 70°56′33″E / 40.52861, 70.94250 y a una altitud de 409 m s. n. m.

Es un cruce de rutas antiguas, una hacia Taskent, y otra hacia Khujand. Es por ende clave para el transporte en el valle de Ferganá.